# Wereldkampioenschappen baanwielrennen 2023
De wereldkampioenschappen baanwielrennen 2023 werden van donderdag 3 tot en met woensdag 9 augustus 2023 gehouden in de Sir Chris Hoy Velodrome in het Schotse Glasgow. Er stonden 22 onderdelen op het programma, elf voor mannen en elf voor vrouwen. Het WK op de baan werd verreden als onderdeel van het Super-WK, samen met o.a. het WK op de weg en het WK mountainbike.

## Deelnemers

### Belgische deelnemers
De Belgische selectie voor het wereldkampioenschap zag er als volgt uit:
- Duuronderdelen mannen: Thibaut Bernard, Tuur Dens, Lindsay De Vylder, Robbe Ghys, Jules Hesters, Gianluca Pollefliet, Fabio Van Den Bossche, Noah Vandenbranden
- Duuronderdelen vrouwen: Katrijn De Clercq, Hélène Hesters, Lotte Kopecky
- Sprintonderdelen vrouwen: Nicky Degrendele, Valerie Jenaer, Julie Nicolaes

### Nederlandse deelnemers
De Nederlandse selectie voor het wereldkampioenschap zag er als volgt uit:
- Duuronderdelen mannen: Roy Eefting, Vincent Hoppezak, Matthijs Büchli, Yoeri Havik en Jan-Willem van Schip
- Duuronderdelen vrouwen: Marit Raaijmakers en Maike van der Duin
- Sprintonderdelen mannen: Harrie Lavreysen, Jeffrey Hoogland, Roy van den Berg en Tijmen van Loon
- Sprintonderdelen vrouwen: Kyra Lamberink, Hetty  van de Wouw, Steffie van der Peet, Shanne Braspennincx

## Wedstrijdschema
| Datum                | Onderdeel mannen          | Onderdeel vrouwen         |
| -------------------- | ------------------------- | ------------------------- |
| Donderdag 3 augustus | Scratch                   | Achtervolging, teamsprint |
| Vrijdag 4 augustus   | Teamsprint                | 500m tijdrit, scratch     |
| Zaterdag 5 augustus  | Ploegenachtervolging      | Ploegenachtervolging      |
| Zondag 6 augustus    | Omnium, achtervolging     | Keirin, afvalkoers        |
| Maandag 7 augustus   | Sprint, afvalkoers        | Koppelkoers               |
| Dinsdag 8 augustus   | 1 km tijdrit, koppelkoers | Puntenkoers               |
| Woensdag 9 augustus  | Keirin, puntenkoers       | Sprint, omnium            |

## Medailles

### Mannen
| Onderdeel            | Goud | Goud                                                                                 | Zilver | Zilver                                                                   | Brons | Brons                                                   |
| -------------------- | ---- | ------------------------------------------------------------------------------------ | ------ | ------------------------------------------------------------------------ | ----- | ------------------------------------------------------- |
| Sprint               | NED  | Harrie Lavreysen                                                                     | TTO    | Nicholas Paul                                                            | GBR   | Jack Carlin                                             |
| 1 km tijdrit         | NED  | Jeffrey Hoogland                                                                     | AUS    | Matthew Glaetzer                                                         | AUS   | Thomas Cornish                                          |
| Achtervolging        | ITA  | Filippo Ganna                                                                        | GBR    | Daniel Bigham                                                            | ITA   | Jonathan Milan                                          |
| Ploegenachtervolging | DEN  | Niklas Larsen Carl-Frederik Bévort Lasse Norman Leth Rasmus Pedersen Frederik Madsen | ITA    | Filippo Ganna Francesco Lamon Jonathan Milan Manlio Moro Simone Consonni | NZL   | Aaron Gate Campbell Stewart Thomas Sexton Nick Kergozou |
| Teamsprint           | NED  | Jeffrey Hoogland Harrie Lavreysen Roy van den Berg                                   | AUS    | Matthew Glaetzer Leigh Hoffman Matthew Richardson Thomas Cornish         | FRA   | Florian Grengbo Rayan Helal Sébastien Vigier            |
| Keirin               | COL  | Kevin Quintero                                                                       | AUS    | Matthew Richardson                                                       | JPN   | Shinji Nakano                                           |
| Scratch              | GBR  | William Tidball                                                                      | JPN    | Kazushige Kuboki                                                         | BEL   | Tuur Dens                                               |
| Puntenkoers          | NZL  | Aaron Gate                                                                           | ESP    | Albert Torres                                                            | BEL   | Fabio Van Den Bossche                                   |
| Koppelkoers          | NED  | Jan-Willem van Schip Yoeri Havik                                                     | GBR    | Oliver Wood Mark Stewart                                                 | NZL   | Aaron Gate Campbell Stewart                             |
| Omnium               | POR  | Iúri Leitão                                                                          | FRA    | Benjamin Thomas                                                          | JPN   | Shunsuke Imamura                                        |
| Afvalkoers           | GBR  | Ethan Vernon                                                                         | CAN    | Dylan Bibic                                                              | ITA   | Elia Viviani                                            |

- Renners van wie de namen schuingedrukt staan kwamen in actie tijdens minimaal één ronde maar niet tijdens de finale.

### Vrouwen
| Onderdeel            | Goud | Goud                                                                | Zilver | Zilver                                                       | Brons | Brons                                                                      |
| -------------------- | ---- | ------------------------------------------------------------------- | ------ | ------------------------------------------------------------ | ----- | -------------------------------------------------------------------------- |
| Sprint               | GBR  | Emma Finucane                                                       | GER    | Lea Sophie Friedrich                                         | NZL   | Ellesse Andrews                                                            |
| 500m tijdrit         | GER  | Emma Hinze                                                          | AUS    | Kristina Clonan                                              | GER   | Lea Sophie Friedrich                                                       |
| Achtervolging        | USA  | Chloé Dygert                                                        | GER    | Franziska Brauße                                             | NZL   | Bryone Botha                                                               |
| Ploegenachtervolging | GBR  | Katie Archibald Elinor Barker Josie Knight Anna Morris Megan Barker | NZL    | Michaela Drummond Ally Wollaston Emily Shearman Bryony Botha | FRA   | Marion Borras Valentine Fortin Clara Copponi Marie Le Net Victoire Berteau |
| Teamsprint           | GER  | Lea Sophie Friedrich Pauline Grabosch Emma Hinze                    | GBR    | Lauren Bell Sophie Capewell Emma Finucane                    | CHN   | Bao Shanju Guo Yufang Yuan Liying                                          |
| Keirin               | NZL  | Ellesse Andrews                                                     | COL    | Martha Bayona                                                | GER   | Lea Sophie Friedrich                                                       |
| Scratch              | USA  | Jennifer Valente                                                    | NED    | Maike van der Duin                                           | NZL   | Michaela Drummond                                                          |
| Puntenkoers          | BEL  | Lotte Kopecky                                                       | AUS    | Georgia Baker                                                | JPN   | Tsuyaka Uchino                                                             |
| Koppelkoers          | GBR  | Neah Evans Elinor Barker                                            | AUS    | Georgia Baker Alexandra Manly                                | FRA   | Victoire Berteau Clara Copponi                                             |
| Omnium               | USA  | Jennifer Valente                                                    | DEN    | Amalie Dideriksen                                            | BEL   | Lotte Kopecky                                                              |
| Afvalkoers           | BEL  | Lotte Kopecky                                                       | FRA    | Valentine Fortin                                             | USA   | Jennifer Valente                                                           |

### Medaillespiegel
| Plaats | Land                | Goud | Zilver | Brons | Totaal |
| 1      | Verenigd Koninkrijk | 5    | 3      | 1     | 9      |
| 2      | Nederland           | 4    | 1      | 0     | 5      |
| 3      | Verenigde Staten    | 3    | 0      | 1     | 4      |
| 4      | Duitsland           | 2    | 2      | 2     | 6      |
| 5      | Nieuw-Zeeland       | 2    | 1      | 5     | 8      |
| 6      | België              | 2    | 0      | 3     | 5      |
| 7      | Italië              | 1    | 1      | 2     | 4      |
| 8      | Denemarken          | 1    | 1      | 0     | 2      |
| 8      | Colombia            | 1    | 1      | 0     | 2      |
| 10     | Portugal            | 1    | 0      | 0     | 1      |
| 11     | Australië           | 0    | 6      | 1     | 7      |
| 12     | Frankrijk           | 0    | 2      | 3     | 5      |
| 13     | Japan               | 0    | 1      | 3     | 4      |
| 14     | Canada              | 0    | 1      | 0     | 1      |
| 14     | Trinidad en Tobago  | 0    | 1      | 0     | 1      |
| 14     | Spanje              | 0    | 1      | 0     | 1      |
| 17     | China               | 0    | 0      | 1     | 1      |
| Totaal | Totaal              | 22   | 22     | 22    | 66     |